# Гана на Светском првенству у атлетици на отвореном 2019.
Гана је учествовала на 17. Светском првенству у атлетици на отвореном 2019. одржаном у Дохи од 27. септембра до 6. октобра седамнаести пут, односно учествовала је на свим првенствима до данас. Репрезентацију Гане представљало је 8 такмичара (4 мушкарца и 4 жене) који су се такмичили у 3 дисциплине (2 мушке и 1 женска). , 

## Учесници
| Мушкарци: - Џозеф Пол Амоа — 100 м, 4х100 м - Шон Сафо-Антви — 4х100 м - Бенџамин Азамати-Кваку — 4х100 м - Мартин Овусу-Антви — 4х100 м | Жене: - Flings Owusu-Agyapong — 4х100 м - Џема Ашимпонг — 4х100 м - Персис Вилијам-Менса — 4х100 м - Халутие Хор — 4х100 м |  |

## Резултати

### Мушкарци
| Атлетичар                                                                  | Дисциплина | Лични рекорд | Квалификације   | Квалификације | Полуфинале           | Полуфинале           | Финале                | Финале       | Детаљи |
| Атлетичар                                                                  | Дисциплина | Лични рекорд | Резултат        | Место         | Резултат             | Место                | Резултат              | Место        | Детаљи |
| -------------------------------------------------------------------------- | ---------- | ------------ | --------------- | ------------- | -------------------- | -------------------- | --------------------- | ------------ | ------ |
| Joseph Paul Amoah                                                          | 100 м      | 10,01        | 10,36 (.355)    | 6. у гр. 3    | Није се квалификовао | Није се квалификовао | Није се квалификовао  | 34 / 65 (68) |        |
| Шон Сафо-Антви Бенџамин Азамати-Кваку Мартин Овусу-Антви Joseph Paul Amoah | 4 х 100 м  | 38,12 НР     | 38,24(.239) НРС | 6. у гр. 1    |                      |                      | Нису се квалификовали | 13 / 13 (16) |        |

### Жене
| Атлетичарка                                                             | Дисциплина | Лични рекорд | Квалификације | Квалификације | Полуфинале | Полуфинале | Финале                | Финале       | Детаљи |
| Атлетичарка                                                             | Дисциплина | Лични рекорд | Резултат      | Место         | Резултат   | Место      | Резултат              | Место        | Детаљи |
| ----------------------------------------------------------------------- | ---------- | ------------ | ------------- | ------------- | ---------- | ---------- | --------------------- | ------------ | ------ |
| Flings Owusu-Agyapong, Џема Ашимпонг, Персис Вилијам-Менса, Халутие Хор | 4х100 м    | 42,67 НР     | 43,68 НРС     | 7. у гр. 2    |            |            | Нису се квалификовале | 11 / 13 (16) |        |